# David Ryall
David Ryall est un acteur britannique, né le 5 janvier 1935 à Shoreham-by-Sea dans le Sussex de l'Ouest et mort le 25 décembre 2014 à Londres.
Ryall se produit au théâtre au sein de la compagnie du Royal National Theatre, puis avec la Royal Shakespeare Company. Il joue dans des productions télévisées, dont la sitcom Outnumbered, et dans des longs métrages, notamment Harry Potter et les Reliques de la Mort.

## Biographie

### Jeunesse et formation
Une bourse d'études permet à David Ryall d'intégrer la Royal Academy of Dramatic Art en 1962.

### Théâtre
Ryall se produit avec différentes troupes de théâtre avant de rejoindre la compagnie du Royal National Theatre, dirigée par Laurence Olivier,. En 1984, il présente des textes d'Edward Bond dans le one-man-show A Leap in the Light, monté au National Theatre. Il renouvelle l'expérience en 1999 dans Apology for the Life of an Actor, une pièce consacrée à Colley Cibber. Dans les années 1990, il se produit avec la Royal Shakespeare Company.

### Télévision
En 1986, David Ryall fait une apparition dans la série The Singing Detective, de Dennis Potter. En 1990, il interprète Frank Skuse (en) dans le docufiction Who Bombed Birmingham?, traitant des attentats des pubs de Birmingham. Au cours des années 1990, Ryall tient le rôle de Sir Bruce Bullerby dans To Play The King et The Final Cut, les deux suites de la mini-série britannique House of Cards. En 2005, il incarne Winston Churchill dans le téléfilm Le Grand Charles de Bernard Stora. Il tient un rôle récurrent lors des deux premières saisons de la sitcom Outnumbered. Dans la série The Village, il prête sa voix au narrateur, Bert Middleton, dont la vie est présentée grâce à des flashbacks,.

### Cinéma
Sa prestation dans Wilt, sorti en 1989, est saluée par la critique. En 2010, Ryall tient le rôle d'Elphias Doge dans la première partie du film Harry Potter et les Reliques de la Mort.

## Filmographie

### Cinéma
- 1980 : Elephant Man
- 1989 : Wilt (en) : Reverend Froude
- 1990 : Truly Madly Deeply : George
- 1995 : Carrington : mayor
- 1995 : Le Don du roi : Lord Bathurs
- 2004 : Le Tour du monde en quatre-vingts jours : Lord Salisbury
- 2008 : La Cité de l'ombre : chief builder
- 2010 : Harry Potter et les Reliques de la Mort : Elphias Doge
- 2012 : Quartet : Harry

### Télévision
- 1989 : Le Saint (épisode : "La Filière Brésiienne") : Inspecteur Teal
- 1989 : Le Saint (épisode : "Logiciel Mortel") : Inspecteur Teal
- 1990 : Who Bombed Birmingham? : Frank Skuse
- 1993 : To Play The King : Sir Bruce Bullerby
- 1995 : The Final Cut : Sir Bruce Bullerby
- 2006 : Le Grand Charles : Winston Churchill
- 2008 : Outnumbered : Frank Morrison
- 2013 : The Village : voix de Bert Middleton
- 2014: Call the Midwife : Tommy Mills (saison 4 épisode 7)